# Robert Dunkerson Orr
Robert Dunkerson Orr (ur. 17 listopada 1917 w Ann Arbor, Michigan, zm. 10 marca 2004 w Indianapolis, Indiana) – amerykański polityk.
Uczestnik II wojny światowej (doszedł do stopnia majora). W latach 1968−1973 był członkiem Senatu stanowego Indiany, 1973−1981 zastępcą gubernatora stanu Indiana, 1981−1989 gubernatorem. 1989−1992 ambasador USA w Singapurze.